# Justitiepalatset, Rijeka
Justitiepalatset (kroatiska: Sudbena palača) är ett palats i Rijeka i Kroatien. Den kulturmärkta byggnaden uppfördes 1904 i historicistisk stil enligt ritningar av arkitekten Győző Czigler. Palatset tjänar som domstol och i en anslutande byggnad finns Rijekas fängelse. 

## Historik
Justitiepalatset uppfördes 1904 och ersatte då ett äldre försvarsverk som hade tjänat som säte för feodalherrens prefekt men som kommit att förlora denna funktion. Det tidigare försvarsverket med torn och bastioner låg på den mest framträdande platsen i Rijekas gamla stad men revs för att ge plats åt den nya byggnaden, Justitiepalatset. 

## Arkitektur
Den nya byggnaden uppfördes enligt ritningar av den ungerska arkitekten Győző Czigler som kom att kombinera ungersk historia och secession. Czigler gav palatset ett monumental utseende då den placerades högt över marknivån och fick en grund och trappa i rustikt huggen sten. Den lokala arkitekten G. Grassi skulle senare komma att använda sig av samma tema då han på motsatt sida av palatset skapade en stenmur och trappor i samma stil. Området mellan Justitiepalatset och Guvernörspalatset kom på så sätt att forma en urbanistisk helhet.           

### Fotnoter
1. 1 2  Visitrijeka.hr Arkiverad 21 augusti 2014 hämtat från the Wayback Machine. (engelska)
2. 1 2  Rijeka.hr Arkiverad 23 december 2014 hämtat från the Wayback Machine. (engelska)